# 허봉익
허봉익(許鳳益) 대위(1926.1.3-1950.8.2)는 6.25 전쟁 도중 전사하였으며 그 공로를 인정받아 태극무공훈장을 수여받은 육군 대위이다.

## 생애
1923년 1월 3일 경북 대구에서 출생한 허봉익 육군 대위는 1948년 12월 21일 육사 7기 후반과정을 마치고 군번 12757의 육군 소위로 임관하였다. 임관하고 나서 제5여단과 제15연대 등을 거쳐 제2사단 16연대에 배속되어 근무하던 중 6.25전쟁이 발발하였다. 하지만 그가 속한 2사단의 경우, 대부분의 병력이 분산되게 되자 7월 24일 해체되었다. 그가 속한 16연대는 제8사단에 속하게 되어 6.25 전쟁에 참전하게 되었다. 안동 전투에 참가하여 2개 소대를 이끌고 북한군에 끝까지 저항하다가 결국 전사하였다.

## 업적
허봉익 육군 대위는 제8사단 16연대 3대대 3중대장으로서 1950년 8월 1일부터 다음날까지 안동지구에서 낙동강전선을 돌파하려는 북한군 제12사단의 공격을 저지하기 위해 전력을 다하였다. 그는 2개 소대를 이끌고 2개 대대의 적과 백병전을 전개하여 1개 중대의 적을 격멸하는 전과를 거두었으나, 결국 중과부적으로 현장에서 전사하였다. 정부는 그의 이러한 희생정신을 기리기 위해 1954년 6월 25일 태극무공훈장(훈기번호 제175호)을 수여하였다.

## 관련 자료
허봉익 대위 홍보 포스터  보관됨 2020-08-15 - 웨이백 머신
허봉익 대위 홍보 글  보관됨 2020-08-15 - 웨이백 머신

## 참고 문헌
국방부 군사편찬연구소, 태극무공훈장에 빛나는 6.25전쟁 영웅, 2003
국방일보, 한국의 전쟁영웅들 (1) 육탄 10용사, 1992. 6. 4
국방부, 호국전몰용사공훈록 제3집, 1997